# Džaláluddín Hakkání
Džaláluddín Hakkání (1939 – 3. září 2018) byl paštunský vojenský velitel a zakladatel Sítě Hakkání, povstalecké skupiny vedoucí partyzánskou válku proti silám Severoatlantické aliance a později afghánské vlády a jejím podporovatelům. Proslavil se jako Američany podporovaný mudžáhedín během sovětské války v Afghánistánu, zejména v operaci Magistrála. V době tálibánské vlády v Afghánistánu byl Hakkání guvernérem provincie Paktíja. V roce 2004 vedl protalibanské ozbrojence k zahájení svaté války v Afghánistánu a proti vládním cílům v Pákistánu. Steve Coll, autor knihy Ghost Wars, tvrdil, že Hakkání zavedl sebevražedné bombové útoky do oblasti Afghánistánu a Pákistánu.